# Municipal Borough of Hornsey

Hornsey in der früheren Grafschaft Middlesex

Der Municipal Borough of Hornsey war ein Bezirk im Ballungsraum der britischen Hauptstadt London. Er existierte von 1867 bis 1965 unter verschiedenen Bezeichnungen und lag im Nordosten der ehemaligen Grafschaft Middlesex.

## Geschichte
Hornsey war ursprünglich ein Civil parish in der Harde (hundred) Ossulstone. Drei kleine Exklaven waren von der Nachbargemeinde Stoke Newington umschlossen, machten sich 1865 selbständig und bildeten die Gemeinde South Hornsey. 1867 wurde für das Restgebiet ein lokaler Gesundheitsrat (local board of health) mit Kompetenzen im Infrastrukturbereich geschaffen. Aus diesem entstand 1875 ein städtischer Gesundheitsdistrikt (urban sanitary district) mit erweiterten Befugnissen. 1894 rekonstituierte sich der Gesundheitsdistrikt als Urban District. Dieser wiederum erhielt 1903 den Status eines Municipal Borough.
Bei der Gründung der Verwaltungsregion Greater London im Jahr 1965 entstand aus der Fusion der Municipal Boroughs Hornsey, Tottenham und Wood Green der London Borough of Haringey.

## Statistik
Die Fläche betrug 2871 acres (11,62 km²). Die Volkszählungen ergaben folgende Einwohnerzahlen:
| Jahr      | 1901   | 1911   | 1921   | 1931   | 1951   | 1961   |
| Einwohner | 72.056 | 84.592 | 87.649 | 95.523 | 98.159 | 97.962 |